# هام ريتشاردسون
هام ريتشاردسون (بالإنجليزية: Ham Richardson)‏ مواليد 24 أغسطس 1933 في باتون روج - الوفاة 5 نوفمبر 2006 في نيويورك، كان لاعب كرة مضرب أمريكي بدأ مسيرته كمحترف سنة 1950 وكان يلعب باليد اليمنى، اعتزل اللعب في 1969. كما أنه أحد أبطال الجراند سلام. أعلى تصنيف له في الفردي كان المركز الـ 3 في سنة 1956.

## روابط خارجية
- هام ريتشاردسون على موقع رابطة محترفي التنس (الإنجليزية)
- هام ريتشاردسون على موقع الاتحاد الدولي لكرة المضرب (الإنجليزية)
- هام ريتشاردسون على موقع كأس ديفيز (الإنجليزية)
- هام ريتشاردسون على موقع خلاصة التنس.كوم (الإنجليزية)
- هام ريتشاردسون على موقع قاعة لويزيانا للمشاهير الرياضية (الإنجليزية)